# Дом на улице Физули, 33
Дом на улице Физули, 33 (азерб. Füzuli küçəsi 33 ünvavında ev) — дом, находившийся на улице Физули, 33 в Насиминском районе города Баку, Азербайджан. Согласно распоряжению Кабинета Министров Азербайджанской Республики об исторических и культурных памятниках являлся архитектурным памятником истории и культуры местного значения.

## История и архитектура дома
Трёхэтажный жилой дом Рзаева был построен в 1894 году по проекту архитектора Ивана Васильевича Эделя. Фасад здания с его плоскими ризалитами, балконом в стиле «шушебенда», архитектурными деталями в классических формах удачно, как отмечает историк архитектуры Шамиль Фатуллаев, вошёл в общую структуру улицы. По его словам, данное здание представляло большой интерес и являлось памятником архитектуры.
В 2001 году Кабинет Министров Азербайджанской Республики подписал распоряжение об исторических и культурных памятниках, согласно которому данный жилой дом стал архитектурным памятником истории и культуры местного значения.
В 2009 году президент Азербайджана Ильхам Алиев дал распоряжение построить парковый комплекс охватывающий территорию от Дворца имени Гейдара Алиева до площади Физули. В феврале 2010 года на улице Физули начался снос старых домов. В частности был снесён данный исторический архитектурный трехэтажный дом.
10 мая 2013 года состоялось открытие «Зимнего бульвара», построенного между улицами Физули и Мирзаги Алиева в Баку. В церемонии открытия приняли участие президент страны Ильхам Алиев, его супруга Мехрибан Алиева и члены их семьи. «Зимний бульвар» охватывающий 7 га территории, длиной 1 км, и шириной 150 м стал крупнейшим парком в черте города Баку.